# Corone di Silla
Le corone di Silla sono delle corone ritrovate nell'area della città di Gyeongju, antica capitale del regno coreano di Silla, e risalenti approssimativamente al V-VII secolo. Data la loro importanza storica, sono state designate come tesori nazionali e tesori.
Data la loro fragilità, si pensa che le corone non venissero utilizzate spesso dal sovrano, ma indossate occasionalmente durante particolari riti di corte e religiosi.

## Introduzione

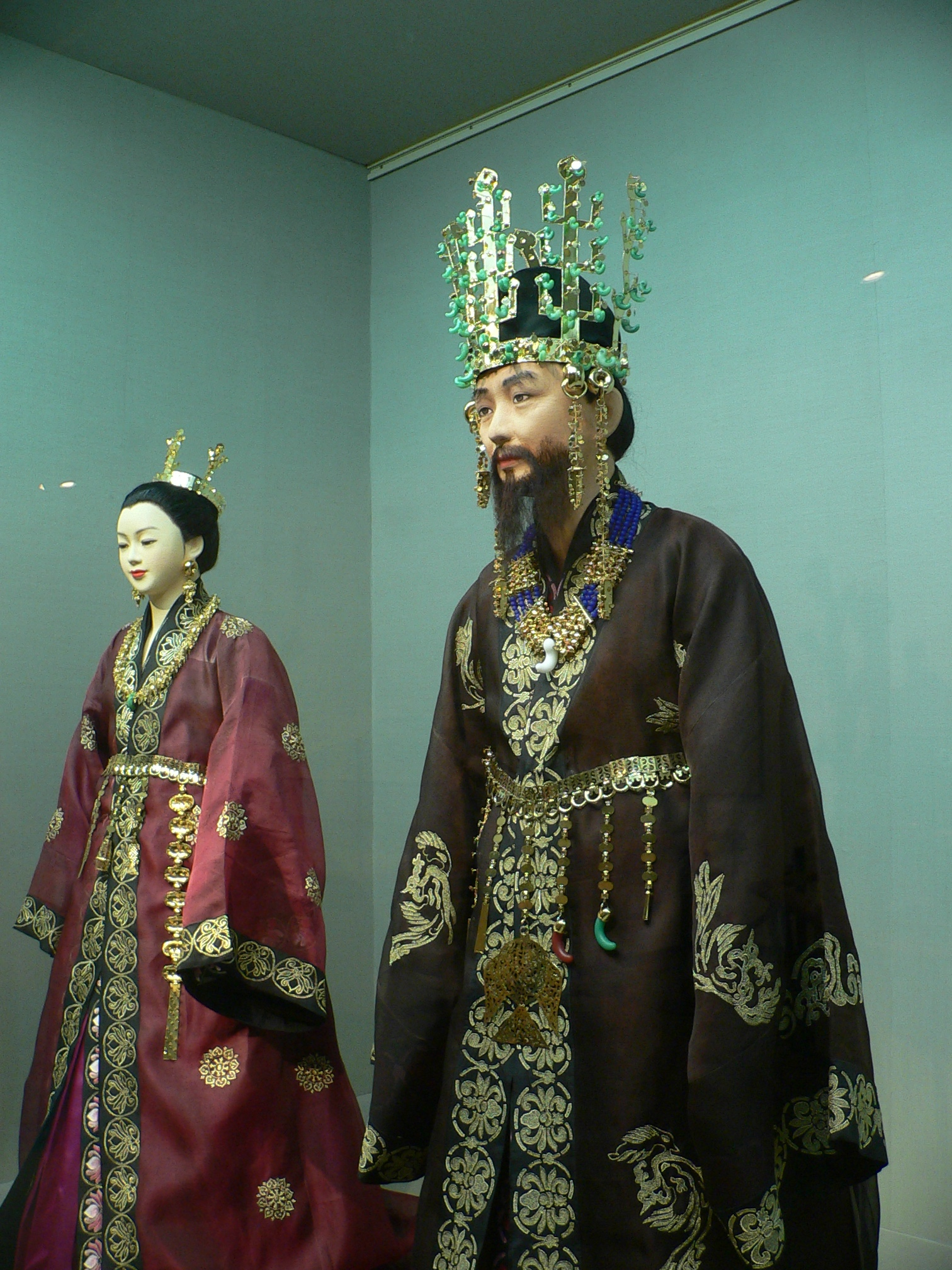
Ricostruzione dell'abbigliamento reale Silla con le corone e le cinture reali.

Le corone di Silla vennero ritrovate in più tumuli, tutti nell'area della città di Gyeongju, quella che fu la capitale del regno di Silla e di Silla unificato. A differenza dei tumuli di Baekje e Goguryeo, i tumuli della dinastia Silla furono concepiti per diventare inaccessibili una volta tumulato il defunto. Invece di costruire passaggi e corridoi, profondi pozzi vennero scavati e rivestiti di legno, diventando così il luogo di ultimo riposo del defunto circondato dal suo corredo funerario. Questi pozzi sepolcrali vennero quindi ricoperti di terra e sigillati con dell'argilla, quindi la superficie venne ricoperta di grossi massi i quali vennero a loro volta ricoperti da massicci cumuli di terra. Questo sistema di sepoltura era stato ideato affinché i ladri di tombe e gli invasori non si appropriassero dei tesori sepolti.
Alcune corone sono interamente fatte in oro e probabilmente furono destinate solo ai sovrani. Altre delle corone recuperate sono in bronzo dorato o placcato, probabilmente destinate a principi o sovrani minori. Le principali scoperte di questi reperti sono avvenute nella tomba della corona d'oro, risalente al V secolo, e nella tomba del Cavallo Celeste e nella tomba della campana d'oro, risalenti al VI secolo. L'adozione del buddhismo da parte dei sovrani Silla, avvenuta nel 528 d.C., permise il declino della pratica di seppellire corredi funerari in oro nelle tombe e alla fine del V secolo questa pratica venne definitivamente abbandonata.

## Simbolismo delle corone

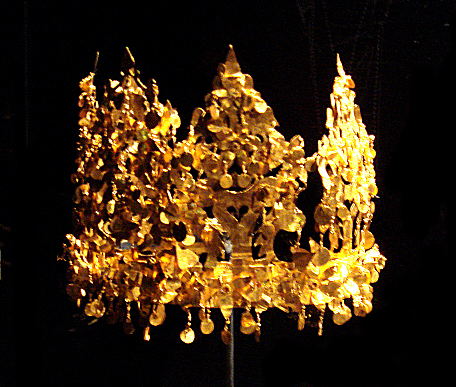
Corona ritrovata nello scavo di Tillia Tepe, in Afghanistan, e risalente al I-II secolo. Lo stile della corona suggerisce una connessione con le corone di Silla.

Lo stile della parte esterna delle corone denota una connessione con gli scito-iranici (in particolare con i saci) e con le popolazioni eurasiatiche delle steppe. Le corone dimostrano, però, una fattura tipicamente coreana, senza influenze da parte cinese. Le corone di Silla, inoltre, sono marcatamente distinte da quelle di Baekje, di corone di Gaya e dalle corone del regno di Goguryeo. Si ritiene che lo stile ad albero che le corone presentano, sia da identificare nella tradizione dell'albero del Mondo che fu un elemento principale dello sciamanismo siberiano e iranico. Altri, invece, credono che le appendici a forma di tridente che le corone presentano stiano a simbolizzare le montagne o degli uccelli. Oltre a ciò, le punte a forma di corno indicano una forte connessione con lo sciamanesimo coreano o l'importanza rituale rivestita dalla renna. La raffinatezza della lavorazione dei metalli delle corone rivela l'estrema abilità che gli orefici coreani avevano raggiunto sotto il regno Silla. Alcuni storici hanno teorizzato che queste avanzate tecniche di lavorazione dell'oro, come la granulazione e la filigrana, possano venire dal mondo greco o etrusco, anche per via del ritrovamento di perline e cristalleria di provenienza mediterranea, ma ricerche e documenti storici suggerirebbero una connessione con il mondo persiano che ha fatto da tramite.
La fragilità delle corone d'oro deriva dal fatto che per fabbricarle venne utilizzato una sottile lamina d'oro. Le corone, inoltre, non sono pratiche da indossare e alcuni studiosi pensano che possano essere state create solo per la sepoltura. L'utilizzo di gogok, pietre preziose intagliate per prendere una forma curvata, potrebbe ricollegarsi anche al Giappone antico, in quanto i gogok venivano utilizzati anche dalle élite nipponiche. Questi ornamenti in giada e vetro potrebbero aver significato i frutti e la generosità delle piante da frutto. L'utilizzo di tanti piccoli specchi in oro appesi alla corona ha portato alcuni studiosi a ipotizzare che la corona, indossata alla luce del sole, avrebbe potuto essere uno spettacolo abbagliante, rimarcando il tradizionale ruolo del sovrano come la rappresentazione simbolica del sole in terra.
Le corone sono composte da due parti. La parte interna è costituita da un cappello dorato che potrebbe essere stato ricoperto di seta. Questo cappello poggiava su una fascia interna della corona effettiva. C'è anche una terza parte delle corone, ovvero la catena a cui sono appesi gli ornamenti in giada e che a sua volta veniva attaccata alla parte esterna della corona. Numerose restano, comunque, le supposizioni u come venisse indossata la corona. Mentre alcuni suppongono che le tre diverse parti andassero unite per essere indossate come un'unica corona, altri ritengono che le tre parti possano essere tre distinte corone indossate in diversi eventi, anche suggerito dal fatto che queste tre distinte parti sono state trovate in diversi luoghi, come nella tomba del Cavallo Celeste.

## Lista delle corone di Silla
La Corea del Sud ha designato ufficialmente alcune delle corone di Silla come tesori nazionali, mentre altre sono state elette tesori.
| Immagine | Informazioni |
| -------- | --- |
|          | Tesoro nazionale n° 87 La corona d'oro di Geumgwanchong è la più grande corona ritrovata. La tomba della corona d'oro è stata chiamata così proprio perché la corona era uno degli oggetti del corredo funerario al suo interno. Venne designata come tesoro nazionale il 12 dicembre 1962. La corona misura 44 centimetri in altezza e ha un diametro i 19 centimetri. Ci sono due parti di questa corona. La parte esterna venne ritrovata nella tomba, mentre il cappello interno venne ritrovato fuori dalla tomba. La parte esterna è composta da tre ramificazioni a forma di albero che a loro volta hanno tre ramificazioni. A destra e a sinistra di queste ramificazioni, sono presenti delle sporgenze a forma di corni, entrambe ornate di perline in giada e vetro e piccoli specchi appesi. Dai lati della corona pendono due catene d'oro con decorazioni a forma di foglia che terminano in gioielli di giada. La parte interna è composta da un cappello di forma triangolare fatto di una sottilissima lamina d'oro ai cui lati spuntano delle decorazioni a forma di ali. Queste decorazioni sono connesse alla tradizione sciamanica coreana. La corona è oggi conservata nel museo nazionale di Gyeongju ed è considerata una pietra miliare dell'arte coreana. |
|          | Tesoro nazionale n° 188 La corona d'oro di Cheonmachong venne ritrovata nella tomba del Cavallo Celeste nel 1973 ed è stata designata come tesoro nazionale il 7 dicembre 1978. La corona misura 32.5 centimetri di altezza. Dalla base si dipartono, frontalmente, tre punte che vanno a formare il carattere cinese 山 che significa "montagna". Ci sono altre due punte a forma di corna di cervo sulla parte posteriore della corona. A differenza delle altre corone, le ramificazioni a forma di albero presentano a loro volta quattro diramazioni, invece delle classiche tre. Anche questa corona ha due catene pendenti in oro che si concludono con ornamenti a forma di foglia. Tuttora non si sa con precisione come questa corona abbia dovuto essere indossata, per via dei ritrovamenti che sono stati fatti fuori dalla bara. La corona è oggi conservata presso il museo nazionale di Gyoeongju. |
|          | Tesoro nazionale n° 191 La corona d'oro di Hwangnamdaechong è stata designata come tesoro nazionale il 12 dicembre 1978. La corona misura 27.5 centimetri di altezza e i pendagli in oro appesi alla corona, meglio conosciuti come suhasik, misurano dai 13 ai 30.3 centimetri di lunghezza. La corona è famosa per l'uso abbondante della giada, come per gli ornamenti posti alla fine delle catene d'oro. Gli suhasik sono raggruppati in due gruppi da tre e i più lunghi sono posti nella parte posteriore, mentre i più corti si trovano nella parte frontale della corona. Questi ornamenti sono fonte di discussione tra gli esperti, in quanto non si è ancora ben capito se facciano parte della corona o meno, in quanto ritrovati separatamente. La corona presenta tre punte a forma di albero da cui dipartono, a sua volta, altre tre ramificazioni e sia a destra che a sinistra si dipartono due punte a forma di corna. Secondo molti studiosi, le tre punte centrali creano il carattere cinese 山 che significa "montagna". 77 pezzi di giada adornano la corona. Esiste un'ulteriore diatriba sul proprietario di questa corona, in quanto la corona potrebbe essere stata fatta per una regina, ma non è chiaro chi sia stato sepolto nella tomba in cui è stata ritrovata. La corona è esposta nel museo nazionale di Corea dove è uno degli oggetti esposti più famosi. |
|          | Tesoro n° 338 La corona d'oro del tumulo di Geumnyeongchong misura 27 centimetri di altezza e 15 di diametro ed è la più piccola e la più semplice corona Silla rinvenuta ad oggi. La corona, come ogni altra del periodo Silla, presenta cinque punte principali, con tre punte a forma di albero posizionate nella parte frontale e ai due lati, adornate, a loro volta, con quattro ramificazioni ognuna. Tra la punta frontale e quelle laterali sono presenti altre due punte a forma di corno. Ornamenti pendono dai lati della corona. Particolarità della corona è di essere l'unica ad essere costituita solo di oro, senza nessun ornamento di giada. La corona è esposta al museo nazionale di Corea a Seul. |
|          | Tesoro n° 339 La corona d'oro del tumulo di Seobongchong misura 30,7 centimetri di altezza e 18,4 centimetri di diametro. La corona presenta cinque punte, le quali sono decorate con dei motivi a forma di onda sui bordi delle punte stesse, mentre la base è decorata con lamine d'oro a forma di foglie e gogok di giada. La punta delle ramificazioni è decorata con ornamenti a forma di fiore. Dai lati della corona pendono due catene a forma di orecchini. La corona è conservata presso il museo nazionale di Gyeongju. |
|          | Tesoro n° 631 La corona d'argento è stata ritrovata nella tomba meridionale del Tumulo 98 nella città di Gyeongju. La corona misura 17,2 centimetri di altezza e 16,6 centimetri di diametro. La corona presenta tre punte che sono uniche tra tutte quelle delle corone di Silla. La punta centrale è spessa e a forma di scudo a cui è attaccata una piastra d'argento. Ai lati di questa punta centrale se ne trovano due a forma di mezzaluna. La parte esterna di queste due punte a forma di mezzaluna è tagliato e attorcigliato così da creare delle sporgenze a forma di piume, uniche nell'arte Silla. Una simile decorazione, comunque, è visibile su una delle corone di Gaya, ritrovata nel tumulo di Uiseongtamni. La corona è conservata presso il museo nazionale di Gyeongju. |